# Liubov Kózireva
Liubov Kózireva, coneguda amb el nom de casada Liubov Barànova o Liubov Kózireva Barànova, (en rus: Любо́вь Влади́мировна Ко́зырева) (Bugrí, Unió Soviètica 1929 - 22 de juny de 2015) fou una esquiadora de fons soviètica que destacà a la dècada del 1950 i 1960.

## Biografia
Va néixer el 27 d'agost de 1929 a la ciutat de Bugrí, població situada a l'óblast de Leningrad. A partir del seu casament l'any 1960 afegí al seu cognom el cognom del seu marit, Barànov.

## Carrera esportiva
En els Jocs Olímpics d'Hivern de 1956 disputats a Cortina d'Ampezzo (Itàlia) participà en dues proves d'esquí de fons, aconseguint la victòria en la prova de 10 km i la medalla de plata en la prova de relleus 3x5 km. En els Jocs Olímpics d'Hivern de 1960 disputats a Squaw Valley (Estats Units) participà en les proves de 10k m i relleus 3x5 km, aconseguint en ambdues proves la medalla de plata.
En el Campionat del Món d'esquí de fons destacà la seva victòria en la prova de 10 km l'any 1954 i el segon lloc aconseguit l'any 1958 en aquesta mateixa prova. Fou membre de l'equip soviètic que guanyà els mundials en la prova de relleus 3x5 quilòmetres en les edicions de 1954, 1958 i 1962. Així mateix aconseguí la medalla de plata l'any 1958 en la prova de 10 quilòmetres.